# O'Callaghans Mills
O'Callaghans Mills of O'Callaghansmills (Iers: Muillte Uí Cheallacháin) is een dorp in oost County Clare in Ierland.
O'Callaghans Mills is deel van de katholieke parochie O’Callaghan’s Mills & Kilkishen, onderdeel van het Bisdom Killaloe. Het dorp bestaat uit een oud (het oostelijke deel) en een nieuw deel (het westelijke deel).

## Naamgeving
De O'Callaghan-familie was oorspronkelijk afkomstig uit Cork. Gedurende de Cromwelliaanse oorlog werd zij daar verdreven en werden de bezittingen in beslag genomen. In een later stadium kreeg de familie nieuwe landgoederen toegewezen in Clare. Zij bouwden hier twee watermolens voor de verwerking van koren die uiteindelijk het dorp zijn naam gaven.

## Voorzieningen
O'Callaghan Mills heeft een pub, pub/winkel en enkele anderbedrijven, zoals een kookschool en een hurleymakerij. Verder is er de Church of St. Patrick, O'Callaghan Mills GAA en een lagere school. Deze laatste drie zijn allen gevestigd in het oude deel van O'Callaghan Mills. De hurleymakerij en restanten van de korenmolen bevinden zich in het nieuwe deel.
De "Church of St. Patrick" werd gebouwd in de periode 1839-1840.

## Transport
Het dorp ligt aan de R466, ongeveer halverwege tussen Ennis en Lough Derg.